# Atšakėlė
Atšakėlė je jedno z ramen delty Němenu, druhá zleva odbočka (ze čtyř) ramene delty Němenu Vytinė. Dá se považovat také za pravou odbočku ramene Vytinės Uostas, neboť se odděluje přibližně 1 km od jeho odbočení z ramene Vytinė. Ústí přímo do Kurského zálivu. Voda v rameni Atšakėlė teče směrem severozápadním. Šířka tohoto ramene je kolem 40 m. Atšakėlė odděluje ostrovy Vito sala (vlevo) a Kubilių sala (vpravo).

## Význam názvů
Atšakėlė znamená litevsky malé rameno (atšaka) delty, Šakutė – vidlička, Vidujinė – prostřední, Trušių sala – ostrov rákosí, Kubilių sala – ostrov kbelíků, Vito sala – Vitův ostrov.

## Přítoky
Toto rameno nemá žádné přítoky.
| DELTA NĚMENU Atmata Atšakėlė Aukštumala Aukštumalos protaka Bevardis Bevardė Briedžių Dumblė Kadaginis Kiemo Kniaupas Krokų Lanka Kubilių Kurský záliv Leitė Minija Naikupė Pakalnė Palankys Záliv Prūsinė Purvalankis Ragininkų Rindos šaka Záliv Rindutė Rusnaitė Rusnė (Němen) Rusnė Senoji Skirvytė Skatulė Skirvytė (Severnaja) Šakutė Záliv Šilinė Šventos Elenos Šyša Šyškrantė Tiesioji Trušių Ulmas Uostadvaris Duobelė Upaitis Vidujinė Vikis Vilkinė Vilkinės Vito Vorusnė Voryčia Vytinė Vytinės Uostas Zingelinė |